# Campo de concentración de Camposancos
El campo de concentración de Camposancos, ubicado en la parroquia del municipio pontevedrés de La Guardia, fue un campo de concentración franquista que hubo en España al menos desde 1937 hasta 1939.
 El campo acogió a prisioneros políticos y combatientes del Ejército Popular de la República.

## Historia
El edificio, que tiempo atrás había sido un colegio jesuita y posteriormente una de las primeras universidades de esa misma compañía, fue reconvertido en prisión por el bando sublevado en la Guerra Civil ya en julio de 1936; en estos primeros meses de conflicto hubo un número indeterminado de ejecuciones extrajudiciales de detenidos. Existe constancia documental de su uso como campo de concentración en octubre de 1937, y en noviembre de 1939 volvió a pasar a depender de la Dirección General  de Prisiones. Llegó a albergar a más de 2000 presos.
El 28 de octubre de 1937, tal y como dejó constancia por escrito el alcalde y archivero de Bayona, fondeó en esta localidad gallega el vapor Arichachu con 3167 hombres, 140 mujeres y algunos niños capturados en Asturias, quienes fueron conducidos en camiones a Camposancos. Este recinto concentracionario era conocido en Galicia como «la puerta del infierno»; al menos 74 reclusos fallecieron por golpes o enfermedades provocadas por el hacinamiento y la falta de higiene y atención médica.
También tenían lugar consejos de guerra sumarísimos, habiendo documentado el investigador Marcelino Laruelo 31 efectuados allí. La duración media era de una hora, pero al ser juicios colectivos el tiempo dedicado a cada acusado era de apenas cinco minutos. El tribunal comenzó a actuar el 4 de junio de 1938, celebrando tres consejos de guerra en los que se juzgó a veinte hombres en cada uno de ellos. Durante todo ese periodo se dictaron 222 penas de muerte (ejecutándose 156), 143 cadenas perpetuas, 118 condenas a 20 años de reclusión, 51 a 5 años y 9 a 12 años.

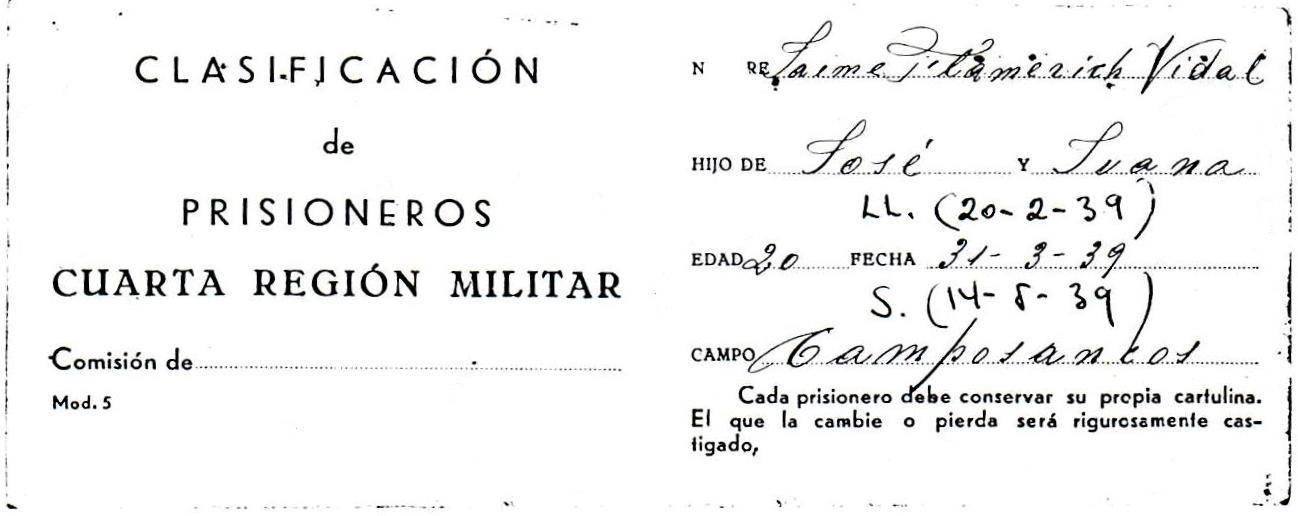
Clasificación de un prisionero.